# Servet (tafelgerei)

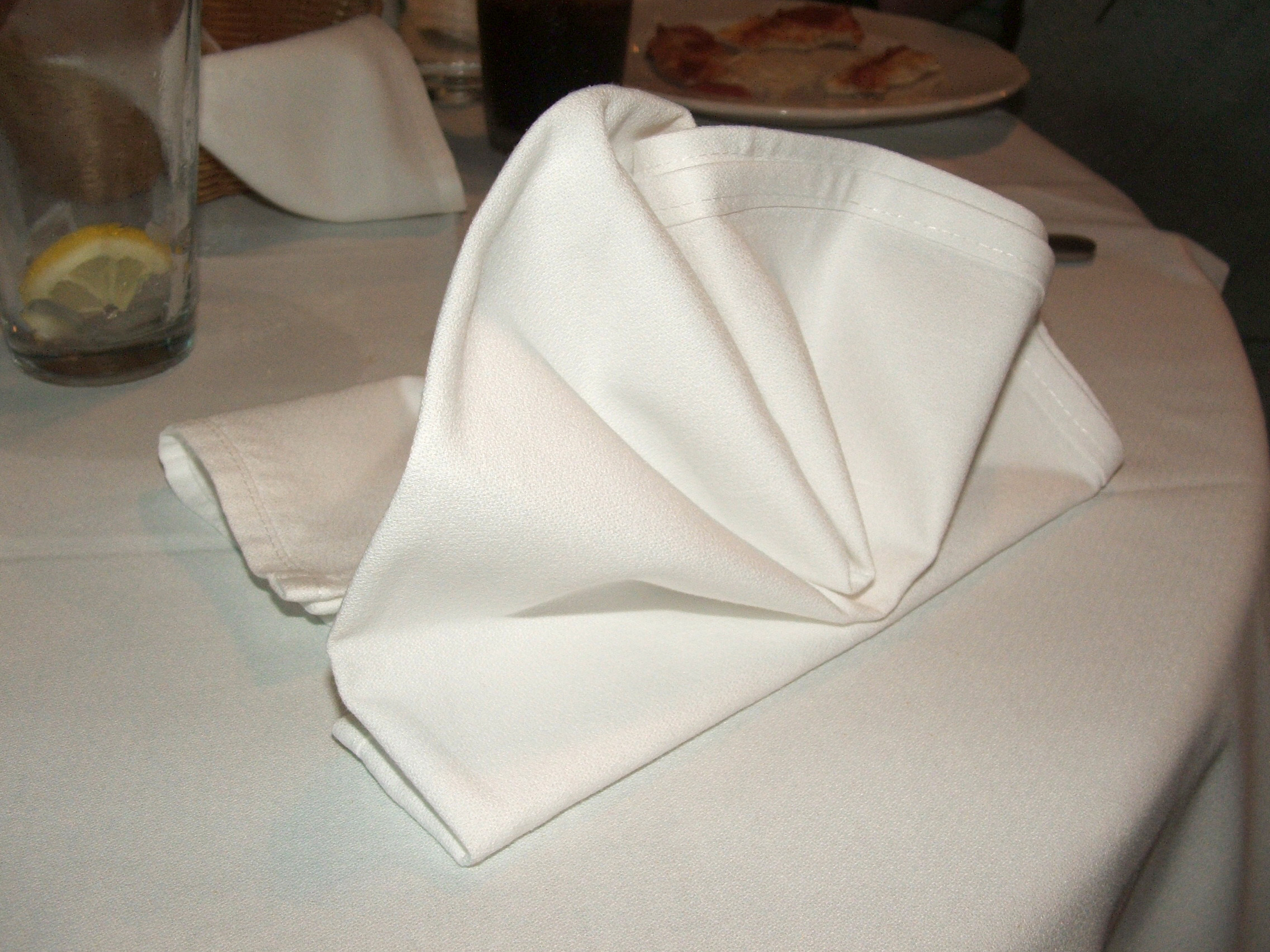
Een gevouwen servet.

Een servet is een vierkante doek die wordt gebruikt tijdens het eten om de kleding te beschermen tegen eventueel gemorst voedsel. Daarnaast kan met het servet de mond (subtiel) worden afgeveegd, met name voordat men een slok neemt. Hiermee voorkomt men dat de lippen vieze vegen op het kristal achterlaten. Servetten behoren volgens de etiquette van textiel te zijn (linnen), maar papieren servetten worden steeds vaker gebruikt. 

## Volgens de etiquette
Servetten dienen in een formele setting volgens de etiquette te combineren met het tafellaken. Vóór het eten is het servet opgerold en in een (vaak zilveren) servetring gestoken, of tot een rechthoek gevouwen. In beide gevallen bevindt het servet zich aan de linkerkant van het bord, links van de buitenste vork. Het servet wordt ook wel kunstig opgevouwen op het bord geplaatst (zie de afbeelding), of in een wijnglas gezet.  
Tijdens het eten ligt het servet op de schoot. Dit kan op twee manieren. Ten eerste recht, dus met een zijde evenwijdig met de tafel en ten tweede diagonaal, dus met een punt naar de tafel. De laatste methode zou de beste zijn, omdat het servet het meeste vangt. Het servet met een punt bij de boord insteken of om de hals knopen, wordt als bijzonder ordinair gezien en verkleint bovendien de kans dat de kleding na morsen ongeschonden blijft. 

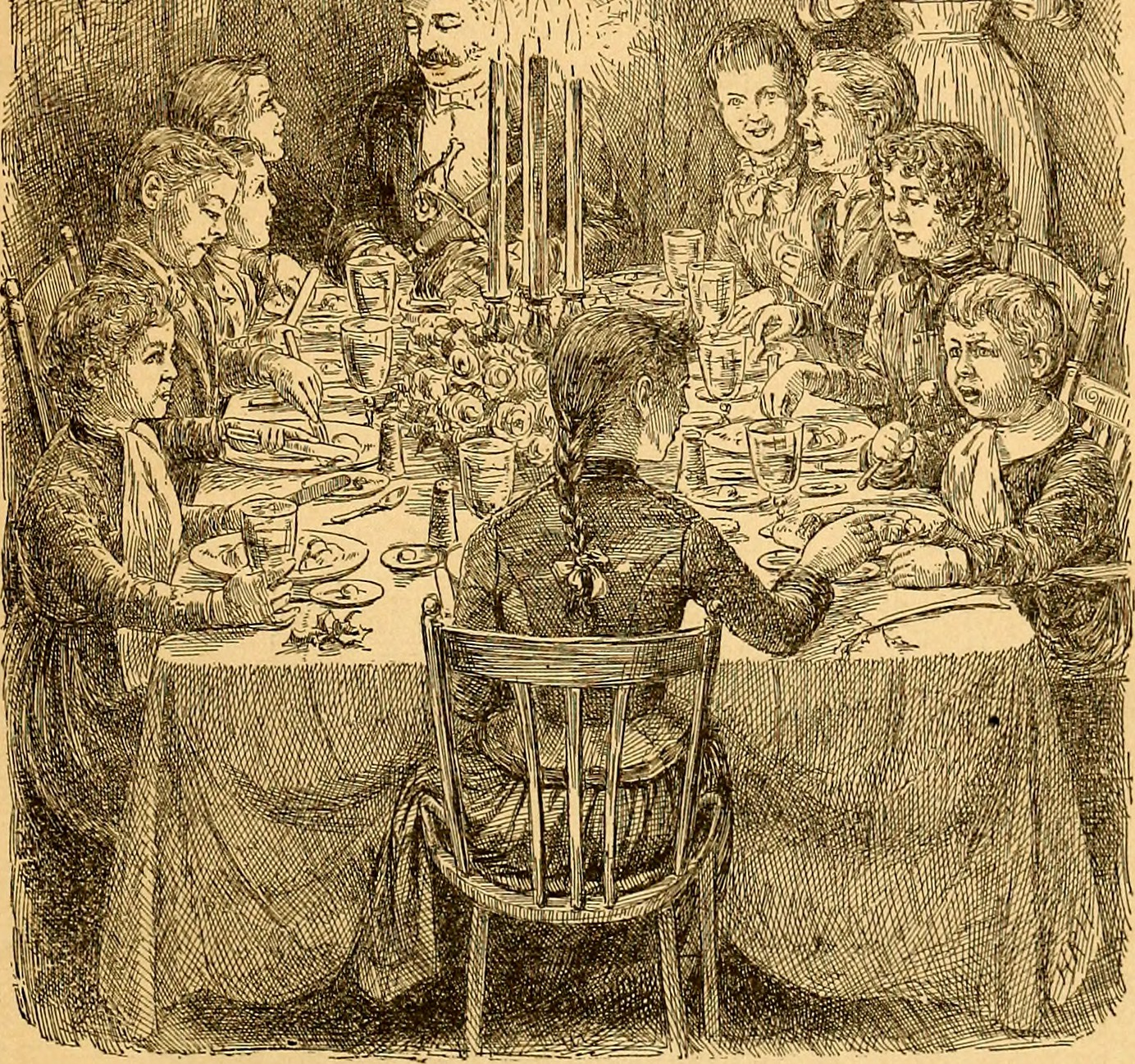
Kinderen tijdens een kerstmaaltijd met de servet in de hals gestoken, 1888

Na het eten legt men het servet losjes naast het bord.

## In informele situaties

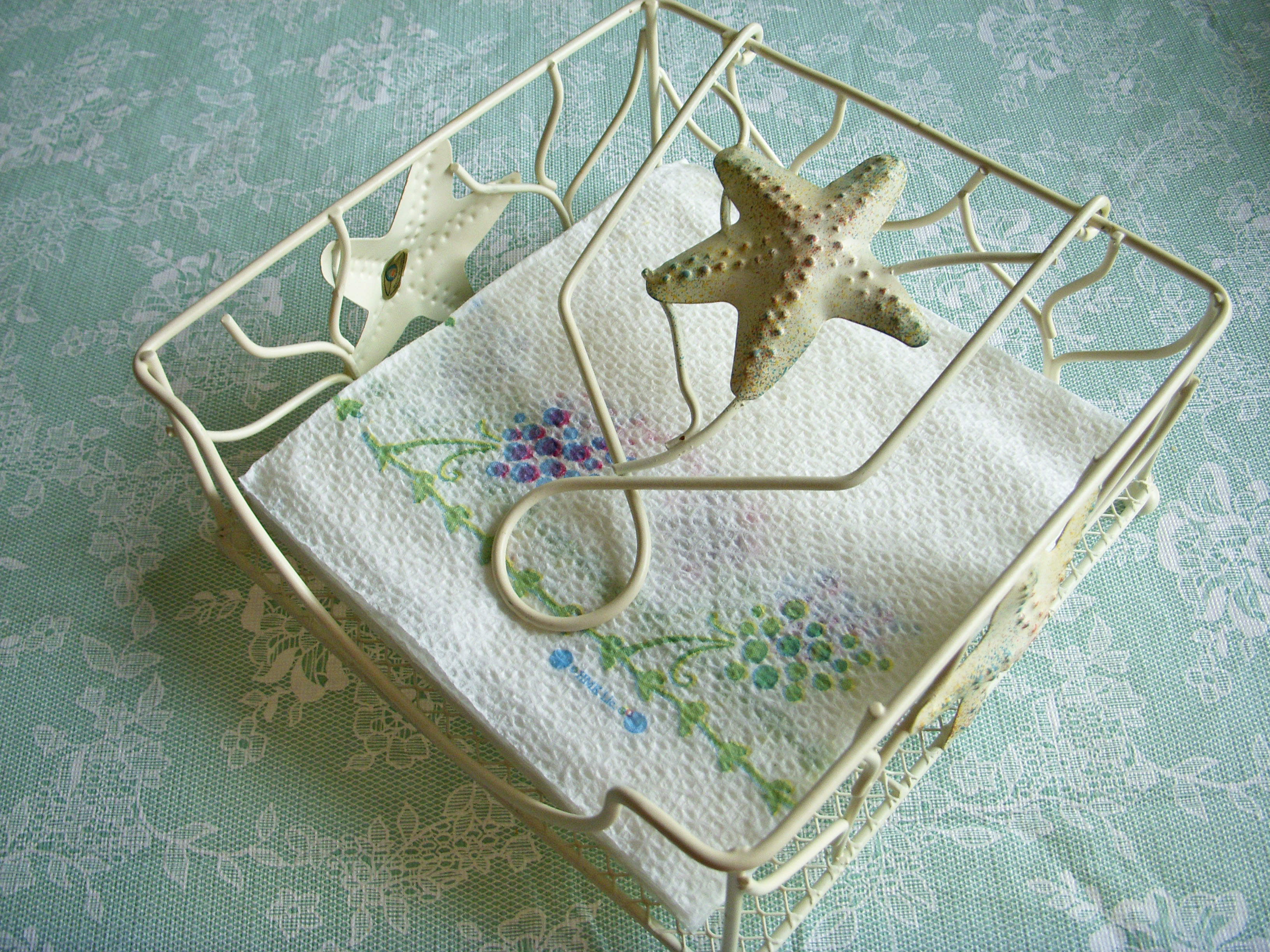
Servethouder met papieren servetten

Naast servetten van textiel bestaan er ook servetten van papier en allerlei dessins. Zo zijn er speciale servetten voor de kerstdagen of voor Pasen. In restaurants of op tafel bij gezinnen wordt een voorraad servetten in een servethouder gelegd. 

## Servet in de taal
In de uitdrukking "te klein voor het tafellaken, te groot voor het servet" wordt gerefereerd aan pubers, die wel al een volwassen uiterlijk hebben, maar dat geestelijk nog niet zijn.